# Vilayet del Danubio
Il vilayet del Danubio (in turco: Vilâyet-i Tûna), fu un vilayet dell'Impero ottomano, nell'area delle attuali Romania, Bulgaria e Serbia.

## Storia
A metà Ottocento, quando l'area degli eyalet di Nis, Vidin e Ozu vennero a costituire un vilayet unico, venne costituito il vilayet del Danubio, comprendente anche l'antica provincia di Silistra. Il vilayet divenne una provincia modello, applicando tutti i crismi delle riforme Tanzimat data anche la sua rilevanza strategica al confine coi principati balcanici.
Mithat Pascià fu il primo governatore del vilayet (1864–1868) e durante il proprio periodo in carica egli aprì delle vie di navigazione stabili sul Danubio, completando anche la ferrovia Ruse-Varna. Vennero introdotte delle cooperative di credito agricolo che consentivano di avere prestiti per gli agricoltori a prezzi d'interesse favorevoli così da incentivarne il campo. Gli incentivi sulla tassazione, inoltre, favorirono lo sviluppo delle prime imprese industriali dell'area.
Sempre sotto Midhat venne fondato il primo giornale di un vilayet nell'Impero ottomano, il Tuna/Dunav che veniva pubblicato sia in turco ottomano che in bulgaro ed era realizzato da editori di entrambe le estrazioni. Tra i giornalisti che vi collaborarono ricordiamo Ismail Qemali e Ahmed Midhat.
Il vilayet aveva un'assemblea amministrativa che includeva ufficiali di stato nominati da Istanbul oltre a sei rappresentanti (tre musulmani e tre non) eletti tra gli abitanti della provincia. I non musulmani avevano inoltre il diritto di prendere parte ai tribunali criminali e commerciali provinciali che si basavano su un codice secolare di leggi. Vennero introdotte sempre nell'area nuove scuole miste per cristiani e musulmani, ma questa riforma venne presto abolita dopo aver incontrato strenua opposizione da parte della popolazione.
La Conferenza di Berlino del 1878 portò allo smembramento parziale del vilayet a favore dei nuovi stati dell'area balcanica ed alla riqualificazione di una parte di esso in mano ottomana.

## Geografia antropica

### Suddivisioni amministrative
I sangiaccati del vilayet del Danubio nel XIX secolo erano:
1. sangiaccato di Tulça
2. sangiaccato di Varna
3. sangiaccato di Rusçuk
4. sangiaccato di Tırnovo
5. sangiaccato di Vidin
6. sangiaccato di Sofya
7. sangiaccato di Niš

## Governatori[1]
- Ahmed Şefik Midhat Pascià  (ottobre 1864 - marzo 1868)
- Mehmed Sabri Pasha (marzo 1868 - dicembre 1868)
- Arnavud Mehmed Akif Pasha (febbraio 1869 - ottobre 1870)
- Kücük ömer Fevzi Pasha (ottobre 1870 - ottobre 1871)
- Ahmed Rasim Pasha (ottobre 1871 - giugno 1872)
- Ahmed Hamdi Pascià (giugno 1872 - aprile 1873)
- Abdurrahman Nureddine Pasha (aprile 1873 - aprile 1874)
- Asım Mehmed Pascià (aprile 1874 - settembre 1876)
- Halil Rifat Pasha (ottobre 1876 - febbraio 1877)
- Oman Mazhar Ahmed (1876–1877)